# Rage (videójáték)
A Rage FPS és autóverseny stílusú videójáték, amit az id Software fejleszt a legújabb id Tech 5 videójáték-motorra. A játékot 2007. augusztus 3-án jelentette be a cég a saját rendezvényén, a QuakeCon-on és ugyan ezen a napon közzétették a Gametrailers.com-on a játék első videóját.
A hírek szerint az id a Rage-et T-for-Teen minősítéssel fejleszti és két DVD lemezen fog megjelenni PC-re, Mac-re és Xbox 360-ra, míg PlayStation 3-ra egy Blu-ray discen.
2007-ben John Carmack azt mondta a Slashdot.com internetes oldalnak, hogy Linux alá is fejlesztik a játékot, bár még nincs tesztelhető állapotban. Azonban a linuxos verziót különálló letöltésként fogják majd ajánlani, amelyhez szükséges lesz a windowsos pályákat és a játék adatait is tartalmazó lemez.
2008. július 14-én az id Software kiadói szerződést kötött az Electronic Arts-szal, majd egy nappal rá, július 15-én az E3 rendezvényen bemutatott egy újabb videót a játékról.
2009. július 14-én létrejött az After the Impact című weboldal, egyidőben az Game Informer magazin augusztusi számával, amely elsőként mutathatott be a játékról exkluzív képeket és információkat. Július 25-én megjelent a magyar GameStar júliusi száma, címlapján a Rage-dzsel, így a világon ez lehetett a második olyan magazin, amelyben szintén exkluzív képeket és információkat mutathattak be.
A 2009-es QuakeCon-on augusztus 13-án megjelent néhány képernyőkép és egy újabb videó a játékról. 2009. augusztus 20-án a GamesCom-on négy új képernyőképet mutatott be az Electronic Arts.
2009. augusztus 15-én Matt Hooper, a Rage vezető tervezője az 1UP.com-nak adott interjúban elmondta, hogy nem lesznek script-elve az ellenségek helyei:
Ha a szörnyek úgy gondolják, hogy a játékos feléjük tart, akkor akár meg is védhetik magukat. De ha éppen beszélgetni vagy bütykölni szeretnének, akkor azt fogják tenni.
2009. november 5-én John Carmack bejelentette, hogy az id Software jelenlegi tervei szerint nem lesz dedikált szerver a Rage PC-s verziójában:
Most úgy gondoljuk, hogy nem szükségesek a dedikált szerverek, de ez még nem biztos. A legjobb, hogy nem mi vagyunk az elsők, akik úgy gondolják, hogy nem kellenek dedikált szerverek, úgyhogy meglátjuk, hogy a többi fejlesztőcsapatnak hogy válik be az ilyesfajta döntésük.

## Játékmenet
Néhány információ szerint a játék egy poszt-apokaliptikus világban fog játszódni, hasonlóan a Mad Max és a Mad Max 2 című filmekhez, vagy mint például a Fallout és a Fallout 2 videójátékokhoz. A Gamespot.com által készített interjúban Tim Willits kijelentette, hogy a játék a közeljövőben fog játszódni a Földön, amikor is a történet során egy üstökös csapódik a bolygóra. Willits szerint a játékmenetben lehetőségünk lesz majd versenyezni különböző autókkal, hasonlóan a MotorStorm és a Burnout játékokhoz, továbbá a lehetőségük lesz fejleszteniük is a járművüket a versenyeken nyert pénzből.
A 2008 augusztusában megtartott QuakeCon-on újabb részletek jelentek meg a játékról, melyekből megtudhatjuk, hogy nagy hangsúlyt fektetnek a készítők a járművekre, továbbá egy videot is megjelentettek. Kiderült továbbá, hogy kooperatív móddal is rendelkezni fog a játék, de magát a történetet nem játszhatjuk végig másokkal együtt. Viszont lehetőségünk lesz arra, hogy miközben csapattársunk a járműt irányítja, addig mi a jármű fedélzetén lévő fegyvert kezeljük. Ezen kívül még felfegyverezhetjük és felpáncélozhatjuk is a járművünket, amelyekkel szabadon bejárhatjuk a különböző területeket, így akár kisebb banda-háborúkba is ütközhetünk, ahol bebizonyíthatjuk képességeinket. A készítők visszavesznek a játék vérességéből, hogy alacsonyabb korhatár-besorolást kaphasson a játék. Járművünk képességeit a versenypályákon teljesített oktatóküldetések során javíthatjuk. Az id szerint amennyire csak tudják, megpróbálják megszakítani a lineárisan történő eseményeket, ám azért a játékost mindig a történet felé próbálják majd irányítani. Az is kiderült a tájékoztatón, hogy nem lesznek véletlenszerűen generált tárgyak, események, pályák és találkozások, ám nagy figyelmet fordítanak a fegyverek megjelenésére.

## Külső hivatkozások
- Hivatalos oldal (angolul)
- id Software hivatalos oldala (angolul)
- Hivatalos bemutató oldal: After The Impact (angolul)
- Hivatalos Twitter oldal (angolul)
- GameStar.hu – Előzetes
- GameStar.hu – Fejlesztői video magyar felirattal